# Opération Judgement (1945)
Seconde guerre mondiale
L'Opération Judgement est une attaque aérienne conduite par la Fleet Air Arm contre une base de la Kriegsmarine en Norvège, le 4 mai 1945. Il s'agit de la dernière opération aérienne offensive de la Seconde Guerre mondiale sur le théâtre européen, seulement quatre jours avant la capitulation allemande.

## Contexte
À l'automne 1944, les Allemands déplacent la base de sous-marins de Hammerfest dans l'extrême-nord, menacée par les Soviétiques, vers Kilbotn, un peu plus au sud, dans le Comté de Troms. Deux navires sont installés dans le Fjord. Le Black Watch est un ancien ferry transformé en navire de dépôt de matériel. Le Thetis est un vieux croiseur norvégien (lancé en 1897 sous le nom HNoMS Harald Haarfagre), saisi par l'Allemagne en 1940, et transformé en plate-forme de flak.

## Offensive
Une première offensive, prévue le 6 avril, est abandonnée à cause de la météo. Le 4 mai, l'offensive est commandée par Rhoderick McGrigor (en), qui se trouve à bord du croiseur HMS Norfolk, navire-amiral. Le groupe comprend trois porte-avions d'escorte : les HMS Queen, Trumpeter et Searcher, tous de la classe Bogue. La flotte comprend aussi un deuxième croiseur, le HMS Diadem (84), et cinq destroyers. 44 avions participent à l'attaque : il s'agit de bombardiers-torpilleurs Grumman TBF Avenger et de chasseurs Grumman F4F Wildcat. Le bombardement ne dure que sept minutes. Sont coulés le navire-dépot Black Watch, le sous-marin U-711. Les pertes allemandes sont lourdes, avec environ 150 tués et blessés, dont les membres d'équipage du U-711 qui étaient à bord du Black Watch. Côté britannique, deux avions sont perdus, et quatre membres d'équipage.

## Site
Les épaves du Black Watch et du U-711 sont accessibles aux plongeurs.